# Xilinx
Xilinx, Inc. es una compañía de tecnología estadounidense, primeramente es un distribuidor de dispositivos lógicos programables. Es reconocida por inventar los FPGA (del inglés Field Programmable Gate Array) y también por ser la primera compañía con modelos de manufactura fabless.
Fundada en Silicon Valley en 1984, su sede está ubicada en San José, California, con oficinas adicionales en Longmont, Colorado; Dublín, Irlanda; Singapur; Hyderabad, India; Beijing, China; Brisbane, Australia y Tokio, Japón.
Posee las mayores familias de productos de FPGAs, incluyendo las series Virtex (alto rendimiento), Kintex (rango medio), y Artix (bajo costo), y la retirada Spartan (bajo costo). También posee software computacional Xilinx ISE y Vivado Design Suite.

## Historia

### Primeros días
Ross Freeman, Bernard Vonderschmitt, y James V Barnett II, quienes han trabajado en fabricación de circuitos integrados y dispositivos de estado sólido en Zilog Corp, fundaron Xilinx en 1984.
Mientras trabajaban para Zilog, Freeman quería crear chips que actuaban como una cinta en blanco, permitiendo a los usuarios programar la tecnología ellos mismos. En ese momento, el concepto era un paradigma cambiante. "El concepto requería una gran cantidad de transistores y, en esa época, los transistores eran extremadamente apreciados  – "la gente pensaba que la idea de Ross era increíble", dijo su compañero en Xilinx Bill Carter, quien cuando fue contratado en 1984 como el primer diseñador IC, y también fue el octavo empleado de Xilinx.
Grandes fabricantes de semiconductores estaban disfrutando de fuertes ganancias mediante la producción de grandes volúmenes de circuitos genéricos. El diseño y la fabricación de decenas de circuitos diferentes para mercados específicos ofrecen márgenes de ganancias más bajos y requieren una mayor complejidad de fabricación. Lo que llegó a conocerse como un FPGA permitiría circuitos producidos en cantidades para ser adaptados por los distintos segmentos de mercado.
Freeman falló en convencer a Zilog para invertir en la creación del FPGA para perseguir lo que solo era un mercado de $100 millones a la vez. Freeman y Barret dejaron Zilog y se asociaron con su excolega de 60 años de edad, Bernard Vonderschmitt para recaudar $4.5 millones en fondos de riesgo para diseñar el primer FPGA comercialmente viable. Ellos se incorporaron a la compañía en 1984 y comenzaron a vender su primer producto en 1985.
A finales de 1987, la compañía había recaudado más de $18 millones en capital de riesgo (valor aproximado de $37 millones de dólares en 2015 ajustados por la inflación) y los ingresos generados a una tasa anualizada de casi $14 millones.

### Crecimiento
Así como la demanda de lógica programable continuó creciendo, también lo hicieron los ingresos y beneficios de Xilinx.
De 1988 a 1990, los ingresos de la compañía crecieron cada año a partir de $30 millones a los $50 millones y hasta alcanzar los $100 millones. Durante este período de tiempo, la compañía que había estado proporcionando fondos para Xilinx, Monolithic Memories Inc. (MMI), fue comprada por el competidor de Xilinx, AMD. Como resultado, Xilinx disolvió el acuerdo con MMI y comenzó a cotizar en el NASDAQ en 1989. También, la compañía se trasladó a una planta de 144,000 pies cuadrados (13,400 metros cuadrados) ubicada en San José, California, con el fin de mantener el ritmo de la demanda de compañías como HP, Apple Inc., IBM y Sun Microsystems, que estaban comprando grandes cantidades de productos Xilinx.
Competidores de Xilinx surgieron en el mercado de FPGAs a mediados de la década de 1990. A pesar de la competencia, las ventas de Xilinx crecieron a $135 millones de dólares estadounidenses en 1991, $178 millones en 1992 y $250 millones en 1993.
La compañía alcanzó los $550 millones en ingresos en el año 1995, una década después de haber vendido su primer producto.
Según la firma de investigación de mercado iSuppli, Xilinx ha mantenido el liderazgo en la lógica programable del mercado de los dispositivos desde finales de 1990. Con los años, Xilinx ha expandido operaciones en la India, Asia y Europa.
Las ventas de Xilinx pasaron de $560 millones en 1996 a $2.2 mil millones para el final de su año fiscal en 2013. Moshe Gavrielov - un veterano de la industria de EDA y ASIC que fue designado como presidente y director general a principios del 2008 – introdujo plataformas de diseño específicas para proporcionar soluciones que combinan FPGAs con el software, núcleos de IP, tarjetas y equipos para hacer frente a aplicaciones de destino enfocadas. Estas plataformas de diseño específicas, son una alternativa a los costosos circuitos integrados de aplicación específica (ASICs) y productos estándar de aplicación específica (ASSPs).

### Actualidad
La compañía ha ampliado su portafolio de productos desde su fundación. Xilinx vende una amplia gama de FPGA's, CPLD's (del inglés complex programmable logic devices, complejos dispositivos lógicos programables), herramientas de diseño, propiedad intelectual y diseños de referencia. Xilinx también tiene un programa de servicios y formación global.
Después de usar los chips 3D para proporcionar FPGAs más potentes, Xilinx adaptó esta tecnología para combinar componentes antes separados en un solo chip. Primero combinando un FPGA con tranceptores para aumentar la capacidad de ancho de banda mientras que disminuía el consumo de energía. De acuerdo con el director general de Xilinx, Moshe Gavrielov, la adición de un dispositivo de comunicaciones heterogéneas, combinada con la introducción de nuevas herramientas de software y la línea Zynq-7''' de dispositivos SoC de 28 nm que conjuntan un núcleo ARM con una FPGA, son parte de cambiar la posición a partir de un dispositivo lógico programable proveedor, a uno que entregue "todas las cosas programables".
Los productos de la compañía han sido reconocidos por EE Times, EDN entre otros por su innovación y el impacto en el mercado.
Además de la Zynq-7000, las líneas de productos de Xilinx (véase líneas familiares actuales) incluyen Virtex, Kintex y series de Artix, cada uno incluyendo configuraciones y modelos optimizados para diferentes aplicaciones. Con la introducción de la serie Xilinx 7 en junio del 2010, la compañía se trasladó a tres grandes familias de productos FPGA, Virtex de alta gama, la familia Kintex de media gama y la familia Artix de bajo costo, retirando la marca SPARTAN, que termina con la serie de Xilinx 6 de FPGAs. En abril del 2012, la compañía introdujo Vivado Desing Suite, un SoC reforzado con un entorno de diseño de nueva generación para los diseños de sistemas electrónicos avanzados. En mayo del 2014, la compañía envió la primera FPGA de nueva generación: el 20 nm UltraScale.

### Tecnología

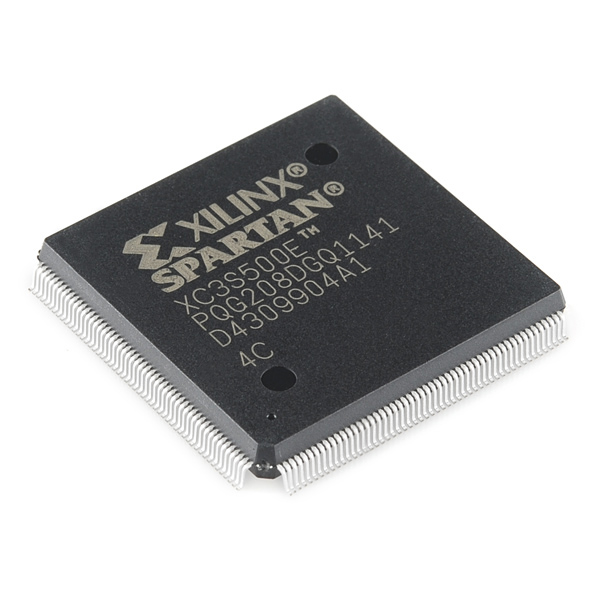
La plataforma Spartan-3 fue el primer FPGA de 90 nm de la industria, entregando más funcionalidad y ancho de banda por dólar de lo que era posible anteriormente, estableciendo nuevos estándares en la industria de la lógica programable.

Xilinx diseña, desarrolla y comercializa productos lógicos programables, incluidos los circuitos integrados (CI), herramientas de software de diseño, funciones de sistema predefinidas entregados como núcleos de propiedad intelectual (IP), servicios de diseño, formación del cliente, ingeniería de campo y soporte técnico. Xilinx vende FPGAs y CPLDs para fabricantes de equipos electrónicos en los mercados finales, así como a los de comunicaciones, industrias, consumidores, automoción y procesamiento de datos.
Los FPGAs de Xilinx se han utilizado para el ALICE (A Large Ion Collider Experiment) en el laboratorio europeo CERN, en la frontera franco-suiza para mapear y desentrañar las trayectorias de miles de partículas subatómicas. Xilinx también se ha involucrado en una asociación con el Laboratorio de Investigación de Vehículos espaciales de la Fuerza Aérea de los Estados Unidos para el desarrollo de FPGAs para resistir los efectos dañinos de la radiación en el espacio, que son 1000 veces menos sensibles a la radiación espacial que su equivalente comercial, para el despliegue de nuevos satélites.
Las familias de FPGAs Virtex-II Pro, Virtex-4, Virtex-5, y Virtex-6, que incluyen hasta dos núcleos IBM PowerPC embebidos, están dirigidos a las necesidades de diseñadores del sistema en chip (SoC, del inglés system-on-chip).
Los FPGAs de Xilinx pueden ejecutar un sistema operativo incrustado regular (como Linux o vxWorks) y se pueden aplicar procesadores periféricos en la lógica programable.
Los núcleos IP de Xilinx incluyen IP para funciones simples (codificadores BCD, contadores, etc.), para núcleos específicos de dominio (núcleos de procesamiento de señal digital, FFT y FIR) a los sistemas complejos (núcleos de redes multi-gigabit, el microprocesador suave MicroBlaze y el microcontrolador compacto Picoblaze). Xilinx también crea núcleos personalizados por una tarifa.
El kit de herramientas de diseño principal que Xilinx proporciona a los ingenieros es el Vivado Design Suite, un entorno de diseño integrado (IDE) con un sistema de herramientas IC de nivel, construidos en un modelo de datos escalable compartida y un entorno de depuración común. Vivado incluye nivel de sistema electrónico (ESL); herramientas de diseño para sintetizar y verificar IP algorítmica basada en C; normas de embalaje basado tanto en IP algorítmica y RTL para su reutilización; normas de costura (stitching) y sistemas IP de integración de todos los tipos de bloques de construcción del sistema basado; y la verificación de bloques y sistemas. Una versión gratuita de Edición WebPACK del Vivado proporciona a los diseñadores con una versión limitada del entorno de diseño.
El Kit Embedded Developer's de Xilinx (EDK) apoya a los núcleos embebidos de PowerPC 405 y 440 (en chips de Virtex-II Pro y algunos Virtex-4 y -5) y el núcleo Microblaze. El Sistema Generador de Xilinx para DSP implementa diseños DSP en FPGAs de Xilinx. Una versión gratuita de su software EDA llamada ISE WebPack se utiliza con algunos de sus chips que carecen de alto rendimiento. Xilinx es el único (a partir del 2007) proveedor de FPGA para distribuir un programa gratuito de herramientas de cadena de síntesis nativo de Linux.
Xilinx anunció la arquitectura de una nueva plataforma basada en ARM Cortex A9 para los diseñadores de sistemas integrados, que combina la capacidad de programación de software de un procesador integrado con la flexibilidad del hardware de una FPGA. La nueva arquitectura abstrae la mayor parte de la carga de hardware de distancia desde el punto de vista de los desarrolladores de software integrado, dándoles un nivel sin precedentes de control en el proceso de desarrollo. Con esta plataforma, los desarrolladores de software pueden aprovechar su código del sistema existente basado en tecnología ARM y utilizar tecnología off-the-shelf de código abierto y bibliotecas de componentes de software disponibles en el mercado. Debido a que el sistema inicia un sistema operativo en el reinicio, el desarrollo de software se puede obtener en marcha rápidamente dentro de entornos de desarrollo y depuración familiares utilizando herramientas como la suite de desarrollo de ARM RealView y herramientas de terceros relacionados, IDE basado en Eclipse, GNU, el kit de desarrollo de Xilinx Software y otros. A principios del 2011, Xilinx comenzó a enviar una nueva familia de dispositivos basados en esta arquitectura. La plataforma SoC Zynq-7000 sumerge a los multi-núcleos ARM, malla lógico-programable, rutas de datos DSP, recuerdos funciones I/O en una malla densa y configurable de interconexión. Los diseñadores de objetivos de plataformas integradas han trabajado en aplicaciones de mercado que requieren la multifuncionalidad y capacidad de respuesta en tiempo real, como la asistencia automotriz-conductor, la vídeovigilancia inteligente, la automatización industrial, aeroespacial y de defensa, y en inalámbricos de próxima generación.
Tras la introducción de su serie de FPGAs-7 de 28 nm, Xilinx reveló que varias de las piezas de mayor densidad en esas líneas de productos FPGA se construirá utilizando múltiples matrices en un solo paquete, que emplean la tecnología desarrollada para la construcción en 3D y conjuntos de apilado/borrado. La tecnología de la compañía de interconexión de silicio apilada (SSI, stacked silicon interconnect) apila varios (tres o cuatro) FPGA activos de lado a lado en una mediadora de silicio - una única pieza de silicio que lleva interconexión pasiva. Las matrices FPGA individuales son convencionales, y son flip-chips montados por microbumps a la mediadora. La mediadora proporciona interconexión directa entre el FPGA de borrado, sin necesidad de tecnologías de transceptores como SERDES de alta velocidad. En octubre del 2011, Xilinx envía el primer FPGA para utilizar la nueva tecnología, la Virtex-7 2000T FPGA, que incluye 6800 millones de transistores y 20 millones de puertas ASIC. En la primavera siguiente, Xilinx utiliza la tecnología 3D para enviar el Virtex-7 HT, primeros FPGAs heterogéneos de la industria, que combinan FPGAs de gran ancho de banda con transceptores de hasta dieciséis 28 Gbit/s y setenta y dos 13.1 Gbit/s para reducir los requisitos de energía y tamaño para aplicaciones y funciones de tarjetas de línea clave Nx100G y 400G.
En enero del 2011, Xilinx adquirió la firma herramienta de diseño AutoESL Design Technologies y ha añadido Sistema C de diseño de alto nivel para su serie de familias de FPGA 6 y 7. La adición de herramientas AutoESL amplía a la comunidad de diseño de FPGAs a los diseñadores más acostumbrados al diseño de un nivel más alto de abstracción usando C , C ++ y Sistema C.
En abril del 2012, Xilinx introdujo un rediseño de su conjunto de herramientas para los sistemas programables, llamada Vivado Design Suite. Esta IP y el software de diseño centrado en el sistema es compatible con los nuevos dispositivos de alta capacidad, y acelera el diseño de la lógica programable y I/O. Vivado proporciona una integración e implementación más rápida para los sistemas programables en dispositivos con tecnología 3D de interconexión de silicio apilado, sistemas de procesamiento ARM, señal analógica mixta (AMS), y muchos de los núcleos de semiconductores de la propiedad intelectual (IP).

## Líneas familiares actuales
Antes del 2010, Xilinx ofreció dos familias principales de FPGAs: la serie Virtex de alto rendimiento y la serie Spartan de gran volumen, con una opción de EasyPath más barato para el aumento gradual de la producción de volumen. La compañía también ofrece dos líneas de CPLDs: El CoolRunner y la serie 9500. Cada serie de modelos han sido puestos en libertad en varias generaciones desde su lanzamiento. Con la introducción de sus FPGAs de 28nm en junio del 2010, sustituyó a la familia Xilinx Spartan de alto volumen con la familia Kintex y la familia Artix de bajo costo.
En los productos más nuevos de FPGAs, Xilinx minimiza el consumo de energía total por la adopción de un proceso de HKMG (high-K metal gate), lo que permite un bajo consumo de energía estática. En el nodo de 28 nm, la potencia estática es una porción significativa de la disipación de potencia total de un dispositivo y en algunos casos es el factor dominante. Mediante el uso de un proceso HKMG, Xilinx ha reducido el uso de energía al mismo tiempo que aumenta la capacidad de la lógica. Las familias de FPGAs Virtex-6 y Spartan-6 dicen consumir 50 por ciento menos energía, y tienen hasta dos veces la capacidad lógica en comparación con la generación anterior de FPGAs de Xilinx.
En junio del 2010 introdujo la serie Xilinx-7: el Virtex-7 , Kintex-7, y Artix -7, prometiendo mejoras en la alimentación del sistema, el rendimiento, la capacidad y el precio. Estas nuevas familias de FPGA se fabrican con el proceso HKMG de TSMC a 28nm. Los dispositivos de la serie 7 de 28 nm cuentan con una reducción de potencia del 50 por ciento en comparación con los dispositivos de 40nm de la compañía y la capacidad de oferta de hasta 2 millones de celdas lógicas. Menos de un año después de anunciar la serie 7 de FPGAs de 28nm, Xilinx envía su primer dispositivo FPGA de 28 nm del mundo, el Kintex-7, haciendo de este lanzamiento más rápido del producto en la industria programable. En marzo del 2011, Xilinx introdujo la familia del Zynq-7000, que integra un sistema completo basado en el procesador Cortex-A9 de ARM MPCore en una FPGA de 28 nm para los arquitectos de sistemas y desarrolladores de software integrado.
En diciembre del 2013, Xilinx introdujo la serie UltraScale: familias Virtex UltraScale y Kintex UltraScale. Estas nuevas familias de FPGA son fabricados por TSMC en un proceso planar de 20nm. Al mismo tiempo que se anunció una arquitectura UltraScale SoC en TSMC con proceso FinFET de 16nm.

### Virtex
La serie Virtex de FPGAs ha integrado características que incluyen lógica FIFO y ECC, bloques DSP, controladores PCI-Express, bloques Ethernet MAC y transceptores de alta velocidad. Además de la lógica FPGA, la serie Virtex incluye hardware integrado de función fija para las funciones de uso común como multiplicadores, memoria, los transceptores de serie y núcleos de microprocesadores. Estas capacidades se utilizan en aplicaciones de equipo de infraestructura alámbrica e inalámbrica, equipos médicos avanzados, pruebas y mediciones, y los sistemas de defensa.
De los componentes de Virtex más recientemente anunciados, la familia Virtex 7, se basan en un diseño de 28 nm y se divulga que ofrece una mejora del rendimiento del sistema de dos veces a la potencia por 50 por ciento menor cantidad de poder en comparación con la generación anterior de Virtex-6. Además, Virtex-7 duplica el ancho de banda de memoria en comparación con la generación anterior de FPGAs Virtex con 1.866 Mbit/s de memoria de rendimiento de la interfaz y más de dos millones de células lógicas.
En 2011, Xilinx comenzó a enviar cantidades muestra del Virtex-7 2000T "FPGA 3D", que combina cuatro FPGAs más pequeños en un solo paquete, colocándolos en un bloque de interconexión de silicio especial (llamado mediadora) para entregar 6800 millones de transistores en un solo chip grande. La interposición ofrece 10,000 vías de datos entre las FPGAs individuales - aproximadamente 10 a 100 veces más de lo que normalmente estará disponible en un tablero - para crear un solo FPGA. En 2012, usando la misma tecnología 3D, Xilinx introdujo envíos iniciales de su FPGA Virtex-7 H580T, un dispositivo heterogéneo, llamado así porque comprende dos FPGA y un transceptor de 8 canales de 28Gbit/s en el mismo paquete.
La familia Virtex-6 se basa en un proceso de 40nm para sistemas electrónicos de cálculo intensivo, y la compañía afirma que consume 15 por ciento menos energía y tiene un 15 por ciento de rendimiento mejorado sobre FPGAs de 40nm que compiten.
El Virtex-5 LX y el LXT están destinadas para aplicaciones de lógica intensiva y el Virtex-5 SXT es para aplicaciones DSP. Con el Virtex-5, Xilinx cambió el tejido de la lógica de la LUT de cuatro entradas por una LUT de seis entradas. Con la creciente complejidad de las funciones lógicas combinacionales requeridas por diseños SoC, el porcentaje de caminos combinacionales que requieren múltiples LUT de cuatro entradas se había convertido en un cuello de botella para el rendimiento y el enrutamiento. El nuevo LUT de seis entradas representaba un compromiso entre un mejor manejo de las funciones combinacionales cada vez más complejas, a expensas de una reducción en el número absoluto de LUTs por dispositivo. La serie Virtex-5 es un diseño de 65nm fabricado en 1.0 V, la tecnología de proceso de triple-óxido.
Dispositivos de Virtex Legacy (Virtex, Virtex-II, Virtex-II Pro, Virtex 4) están todavía disponibles, pero no se recomiendan para su uso en nuevos diseños.

### Kintex
La familia Kintex-7 es la primera familia de FPGAs de Xilinx de gama media que, según la compañía, entrega el rendimiento de la familia Virtex-6 a menos de la mitad del precio, mientras que consume 50 por ciento menos energía. La familia incluye Kintex de alto rendimiento con 12.5 Gbit/s, o de menor costo optimizado con 6.5 Gbit/s de conectividad serial, la memoria lógica y el rendimiento necesarios para aplicaciones como alto volumen 10G de equipos de comunicación por cable óptico, y proporcionan un equilibrio de rendimiento de procesamiento de la señal, el consumo de energía y el costo para apoyar el despliegue de redes inalámbricas Long Term Evolution (LTE).

### Artix
La familia Artix-7 ofrece una potencia 50% más baja y 35% más barata en comparación con la familia Spartan-6, y se basa en la arquitectura unificada de la serie Virtex. Xilinx afirma que los FPGAs de Artix-7 ofrecen el rendimiento necesario para abordar, mercados de gran volumen, sensibles a los costes previamente atendidos por ASSPs, ASICs y FPGAs de bajo costo. La familia Artix está diseñada para atender las necesidades de factor pequeño y de rendimiento de bajo consumo de energía de los equipos de baterías portátiles de ultrasonido, control de lente de la cámara digital comercial, aviónica militar y equipo de comunicaciones.

### Zynq
La familia Zynq-7000 de SoC aborda las aplicaciones del sistema integrado de gama alta, tales como vídeo-vigilancia, asistencia automotriz-conductor, sistemas inalámbricos de última generación, y la automatización de fábrica. Zynq-7000 integra un completo con base del procesador Cortex-A9 de sistema de 28 nm. La arquitectura Zynq difiere de anteriores matrimonios de lógica programable y procesadores integrados al pasar de una plataforma FPGA centrada en un modelo de procesador céntrico. Para los desarrolladores de software, Zynq-7000 parece lo mismo que un procesador estándar, totalmente basado en ARM y SOC, arrancando de inmediato en el encendido y capaz de ejecutar una variedad de sistemas operativos con independencia de la lógica programable. En 2013, Xilinx introdujo el Zynq-7100, que integra el procesamiento de señal digital (DSP) para satisfacer las necesidades de integración de sistemas programables de la tecnología inalámbrica, difusión, médica y aplicaciones militares emergentes.
La nueva familia de productos Zynq-7000 planteó un desafío clave para los diseñadores de sistemas, ya que el software de diseño Xilinx ISE no se había desarrollado para manejar la capacidad y la complejidad del diseño con una FPGA con un núcleo ARM. El nuevo Vivado Design Suite abordó esta cuestión, ya que el software fue desarrollado para FPGAs de mayor capacidad, y que incluían la funcionalidad de síntesis de alto nivel que permite a los ingenieros para compilar los coprocesadores de una descripción basada en C.
El AXIOM, la primera cámara de cine digital del mundo que es el hardware de código abierto, contiene una Zynq-7000.

### Spartan
La serie Spartan está dirigida a aplicaciones con una huella de baja potencia, sensibilidad extrema y de alto volumen; por ejemplo pantallas, decodificadores, routers inalámbricos y otras aplicaciones.
La familia Spartan-6 se basa en una tecnología de procesador de doble óxido, con 9 capas de metal de 45nm cada una. El Spartan-6 fue comercializado en 2009 como una solución de bajo costo para la automoción, comunicaciones inalámbricas, de visualización y de vigilancia de vídeo y aplicaciones para pantallas planas.

### EasyPath
Como los dispositivos EasyPath son idénticos a las FPGAs que los clientes ya están utilizando, las piezas se pueden producir más rápido y son más fiables desde el momento en que se ordenan en comparación con programas similares de la competencia.
Un tiempo de 12 semanas está garantizado desde la recepción del diseño a la producción en masa, y ningún rediseño o recalificación son requeridos por el cliente. Además, los clientes tienen la libertad de cambiar la producción de la FPGA EasyPath no programable a la FPGA programable original Virtex, si la necesidad de cambios en el diseño surge.

## Estrategia y cultura corporativa
Xilinx unió a las filas de Fortune de las "100 Mejores Compañías para Trabajar" en el año 2001 bajo el número 14, alcanzó el número 6 en 2002 y resucitó al n.º 4 en 2003.
En diciembre del 2008, GSA nombra a Xilinx como la Empresa pública de Semiconductores más respetados con $500 millones a $10 mil millones en ventas anuales. El premio reconoce la excelencia a través del éxito, la visión y la estrategia de la industria.

### Origen del nombre de la compañía
Después de haber tratado de registrar un número de nombres convencionales de empresas y habiéndolos desechado por haber sido tomados, los fundadores decidieron crear deliberadamente un nombre poco común con el fin de garantizar que el nombre fuese aceptado. Varias leyendas explican el origen del nombre. Colaborador de Xilinx Bill Carter dijo que el nombre de Xilinx fue elegido porque "El símbolo químico del silicio es Si. Las 'equis’ en cada extremo representan bloques lógicos programables. El "linx" representa enlaces programables que conectan los bloques lógicos juntos". Otra explicación dice que dos de los fundadores, Ross Freeman y Jim Barnett ambos asistieron a la Universidad de Illinois en Urbana-Champaign, también llamado el Fighting Illini (Illini que lucha). El nombre supuestamente se originó debido a que los fundadores de la compañía eran dos ex Illini, por lo tanto, Xilinx ( Illini dos 'X' ) .

### Ross Freeman
A Ross Freeman, se le atribuye la invención de la FPGA, fue exaltado al Salón Nacional de Inventores de la Fama en 2009, más de 20 años después de la invención de la FPGA. A partir de 1992 , Xilinx ha tenido una tradición anual de la adjudicación de un empleado de la compañía con el Premio Ross Freeman para la Innovación técnica en la memoria de Freeman. Los homenajeados de adjudicación se basan en las candidaturas para las innovaciones que resultaron en beneficio tangible significativo para la empresa. Los finalistas son seleccionados por un comité y los ganadores son seleccionados sobre la base de una votación.

## Competencias
Hoy en día, los clientes de Xilinx representan poco más de la mitad de todo el mercado de la lógica programable, en el 51%. Altera es el competidor más fuerte de Xilinx con el 34% del mercado. Otros actores clave en este mercado son Actel (ahora Microsemi) y Lattice Semiconductor.